# Mesquita de Xin
La Mesquita de Xin (en àzeri: Çin məscidi) és una mesquita històrica del segle XIV. Forma part del nucli antic i es troba al carrer Kitchik Gala, a prop del palau dels Xirvanxàs de Bakú, a l'Azerbaidjan. L'edifici també es va registrar com a Monument arquitectònic nacional per decisió del Gabinet de Ministres de la República de l'Azerbaidjan amb data de 2 d'agost del 2001.

## Història
La inscripció epigràfica de la façana, a la part superior de la porta d'entrada, indica que es va construir la mesquita el 1375, per voluntat de l'imam Fazlullah Ibn Osman Shirvani. És per això que, a vegades, la mesquita s'anomena pel seu nom.
Per la resta d'escriptures epigràfiques de la façana, es constata que el monument el restaurà els 1772-1773 Masood Ali.
El 2012, el Departament de Reserves Històriques i Arquitectòniques del Nucli Antic en feu importants treballs de restauració al museu.

## Característiques arquitectòniques
El mihrab d'estalactites, que consta de cinc nivells emmarcats per un rectangle a la paret sud de l'interior, forma uns motius de l'escola d'arquitectura Xirvan-Absheron. A les vores n'hi ha nínxols petits.
La façana principal de la mesquita és asimètrica i la seua composició rígida i voluminosa resta emfasitzada per la porta d'entrada, d'estil clàssic.
El marc rectangular perfectament perfilat del portal, la cavitat i el títol epigràfic àrab s'hi representen de manera clàssica, al fons de la paret de la façana. Entre els portals orientals de l'edat mitjana de la ciutat, el portal d'aquesta mesquita és el més clàssic.

## Exposició
A la mesquita s'exhibeixen monedes antigues. L'exposició principal del museu són les monedes antigues interessants de l'època dels sassànides, safàvides, xirvanxah i altres, que existien des del començament de la circulació monetària a l'Azerbaidjan.

## Galeria

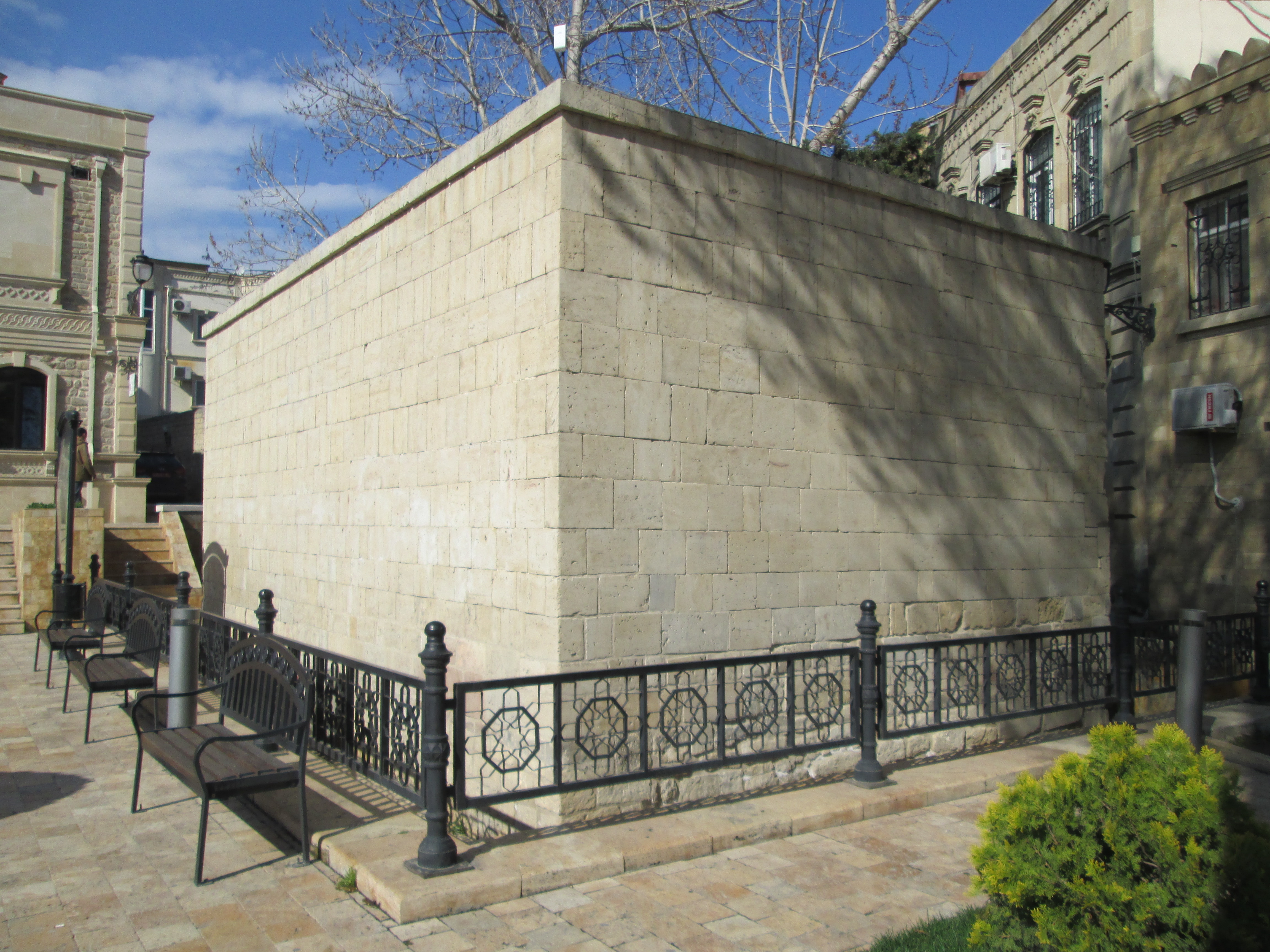
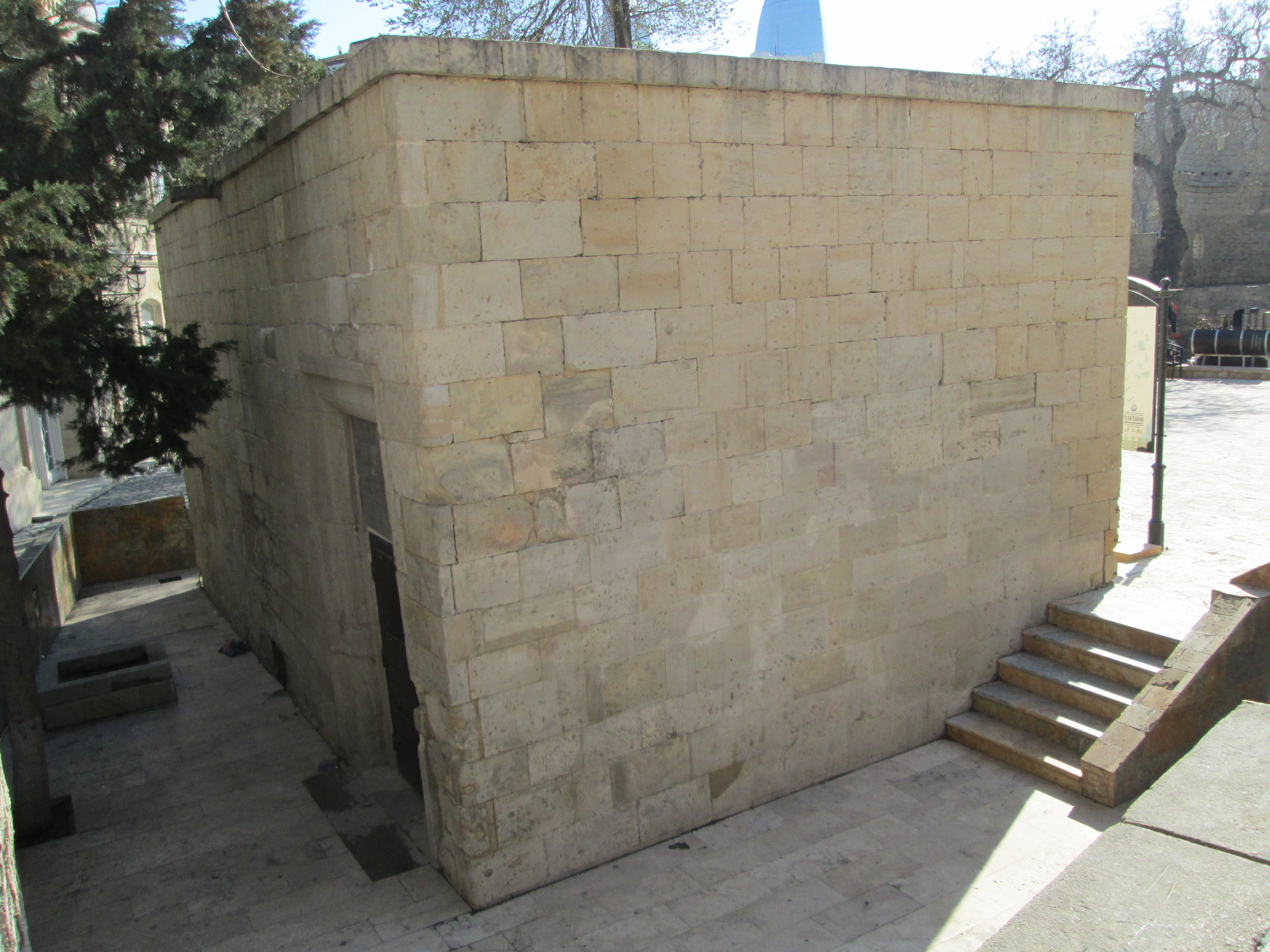
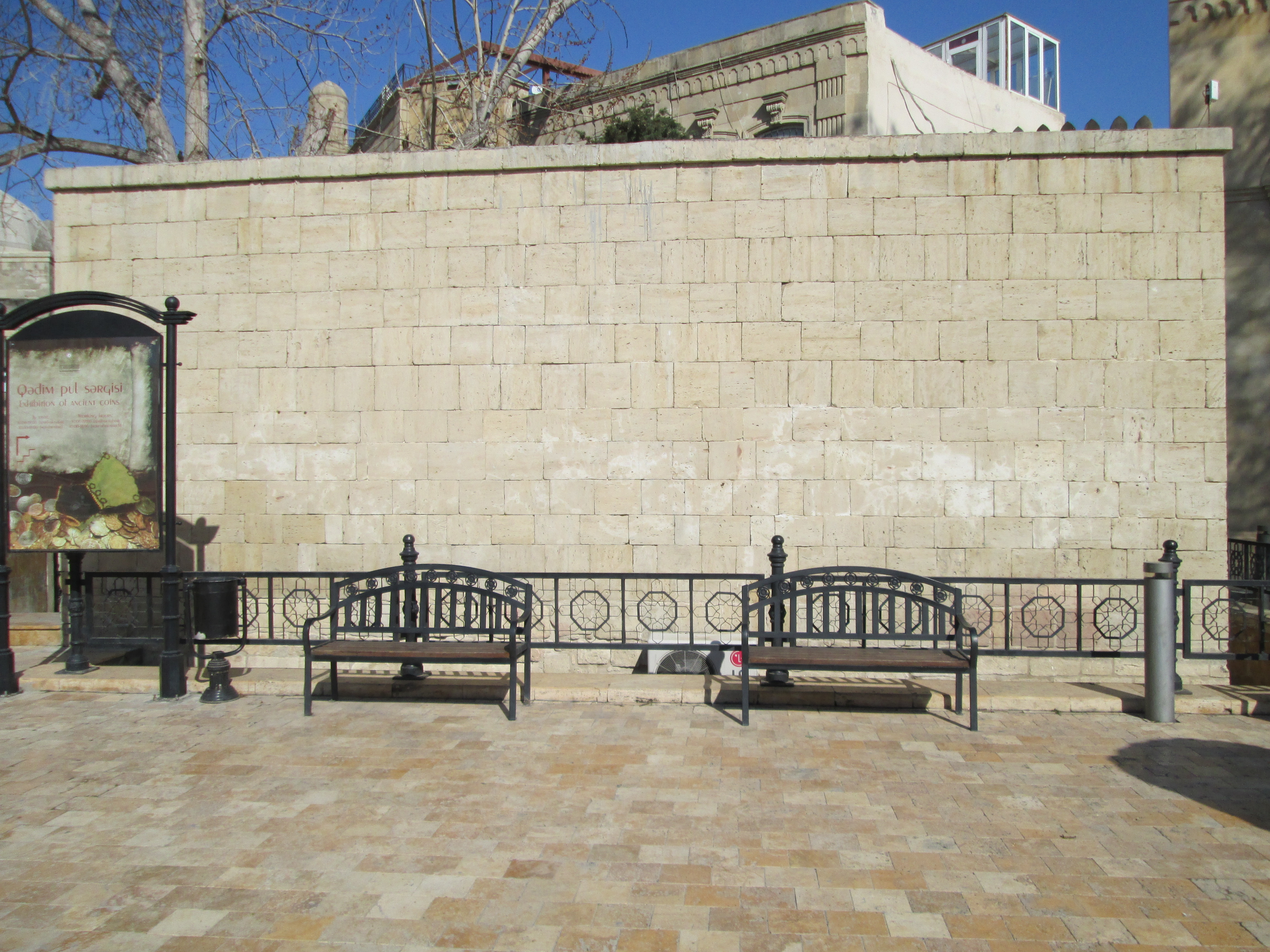
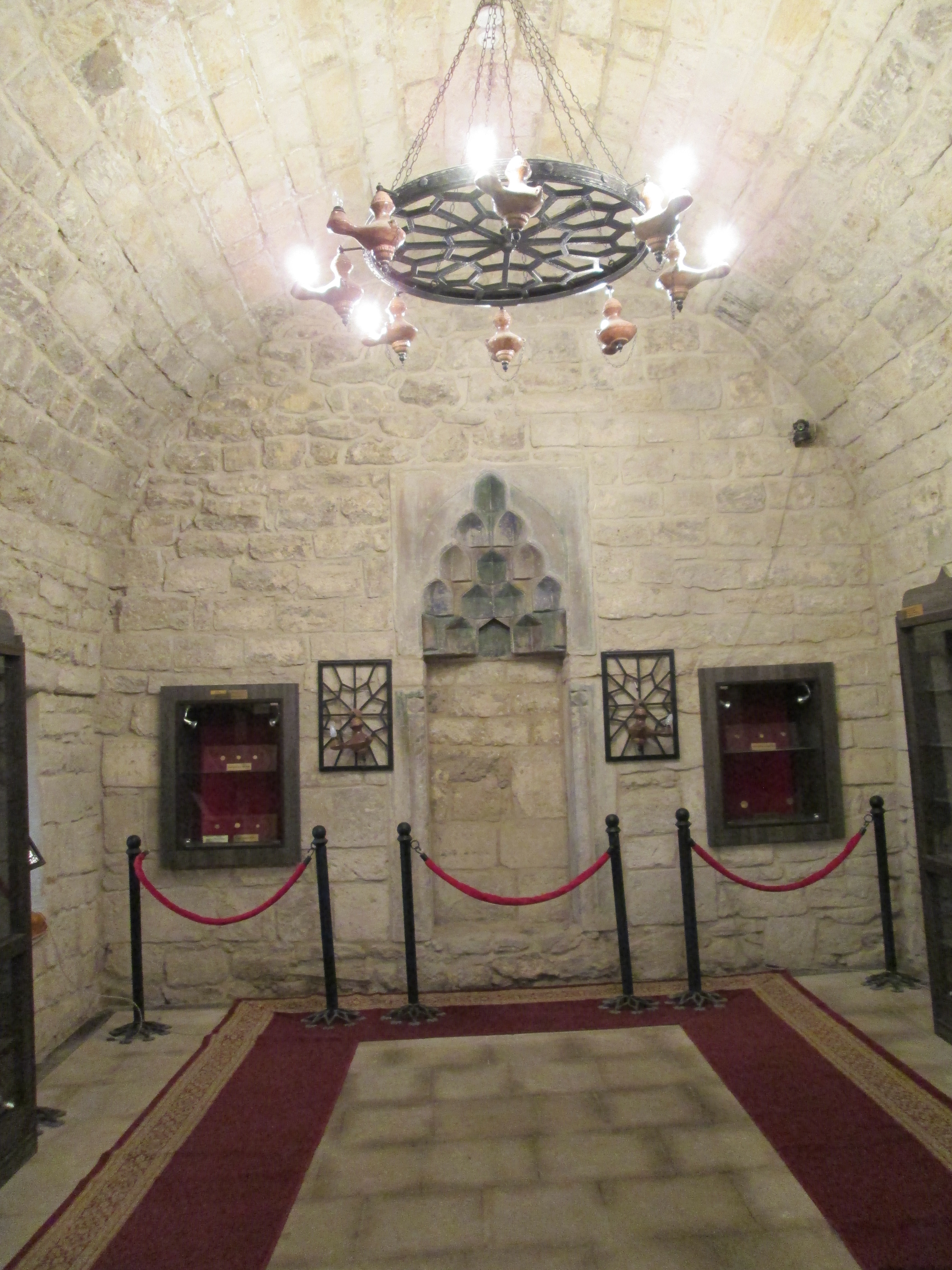
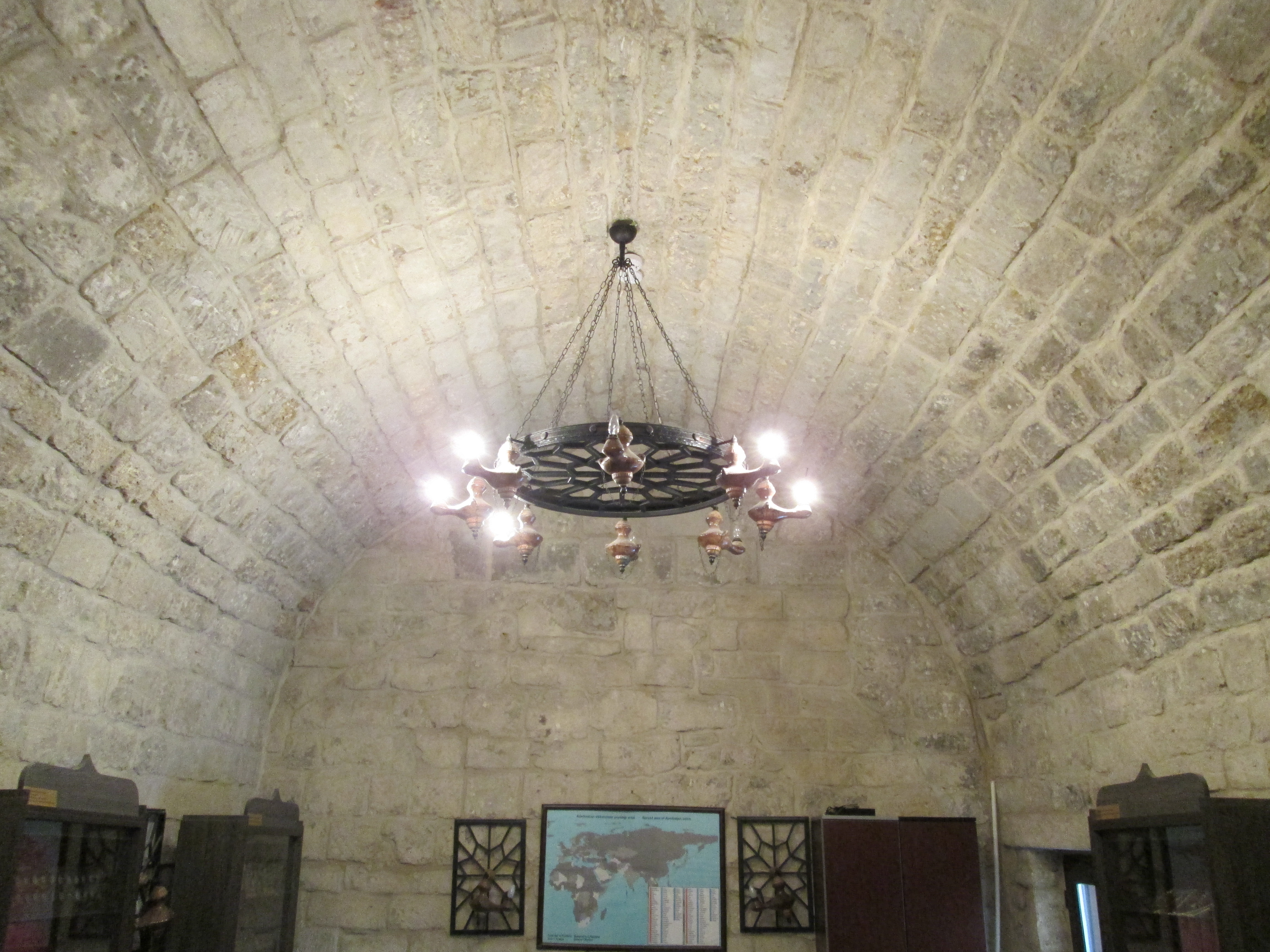
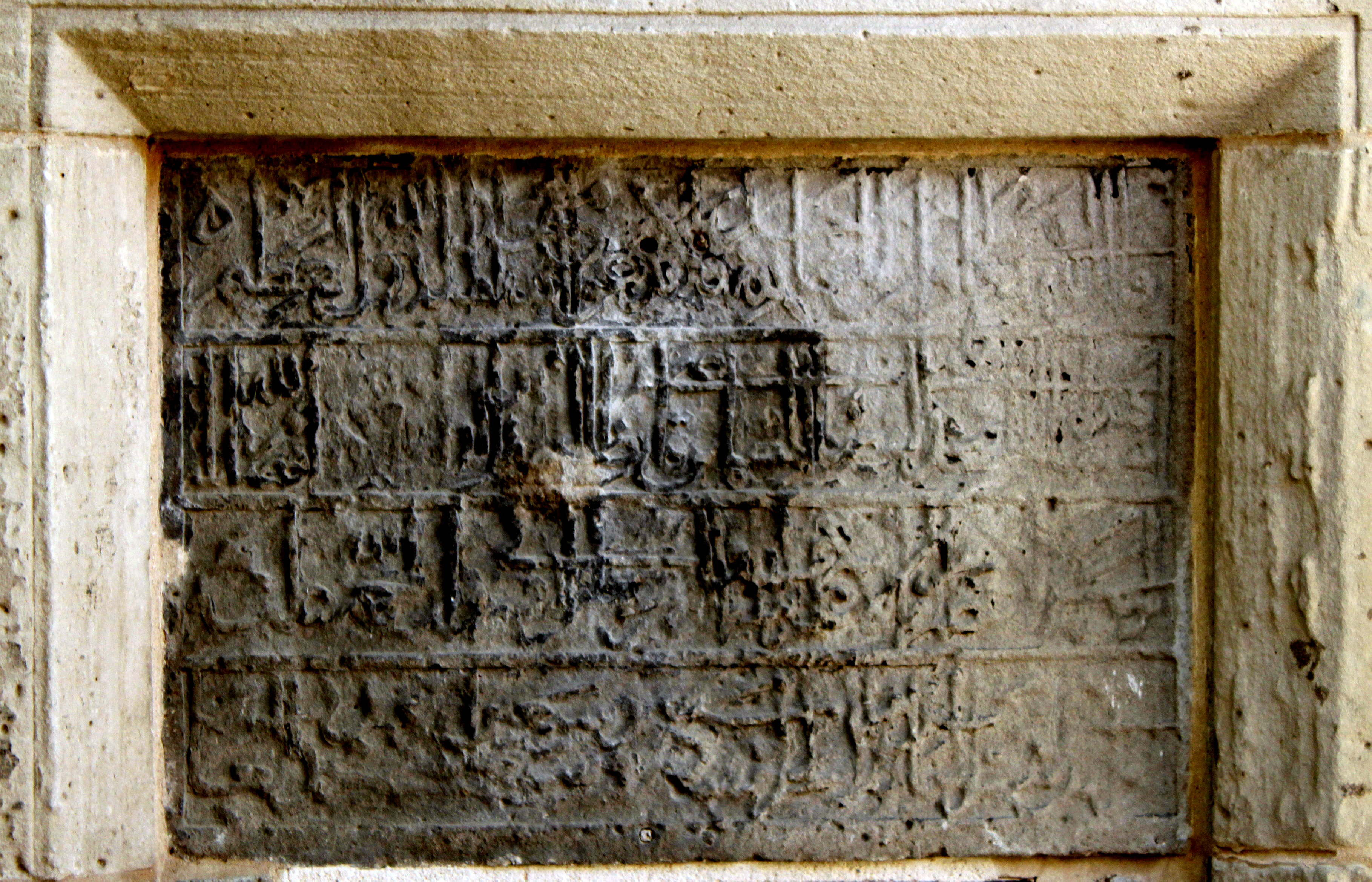
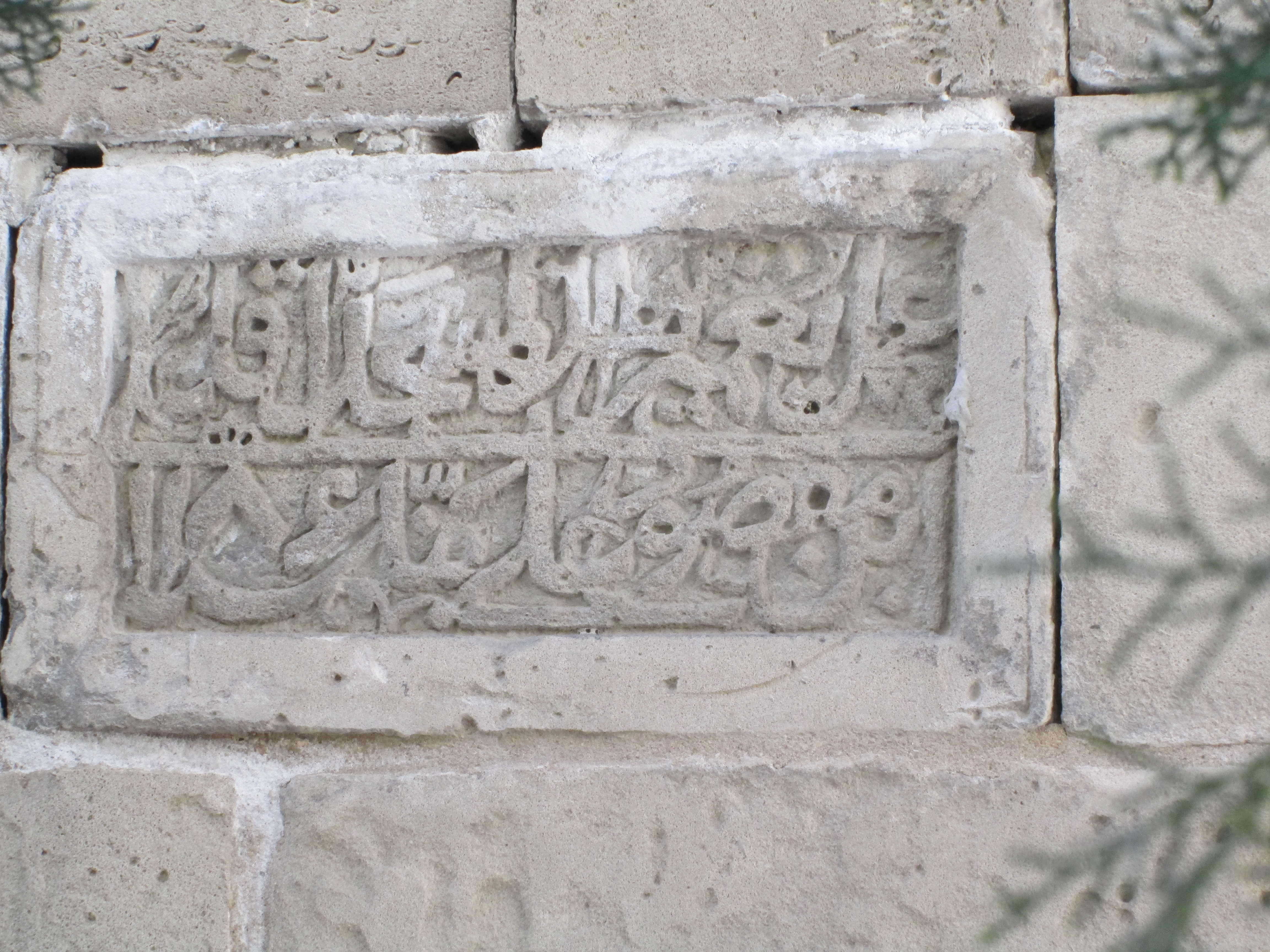